# 老鷹與小孩
老鷹與小孩（英語：The Eagle and Child）是一家位於英國牛津聖吉爾路的英式酒吧，1930年代的著名文學社團迹象文学社曾在此定期聚會，现今这里也是不少《魔戒》書迷的造訪之處。牛津當地人常暱稱該酒吧為小鳥和嬰兒（英語：The Bird and Baby）。

## 歷史
據說，在英國內戰時期（1642－1649年），老鷹與小孩所在的建築是英國財政大臣的住所。1684年，老鷹與小孩酒吧正式登記營業。這家酒吧自17世紀以來一直是牛津大學大學學院的產業，直到牛津大學聖約翰學院在2003年以120萬英鎊的價格購下:66。

## 迹象文学社
1933年成立的文學社團迹象文学社以老鷹與小孩酒吧為定期聚會的場所，該社團的成員包括C·S·路易斯、J·R·R·托爾金与查爾斯·威廉斯等人。每周二早晨，他們都會固定在老鷹與小孩的「兔子房」（英語：Rabbit Room）內聚會，朗讀各人近期的作品。托爾金和路易斯就曾在聚會時朗讀《哈比人》、《魔戒》和《空間三部曲》、《納尼亞傳奇》的部分章節。
當年迹象文学社聚會的房間如今已經過重整，掛著托爾金和路易斯等人的照片，而酒吧吧台上也掛有簡要敘述迹象文学社事蹟的大匾:112。

## 外部連結
- 關於其詳細資料（245844），英格蘭圖庫，英格蘭遺產委員會